# Delhi
Delhi (hindi: दिल्ली, punjabi: ਦਿੱਲੀ, urdu: دلی) er Indiens næststørste storbyområde efter Mumbai. Delhi har et indbyggertal på 26.495.000(2016) indbyggere, og ligger i den nordvestlige del af landet ved Ganges-bifloden, Yamuna.
Politisk ligger Delhi direkte under de føderale myndigheder, og området er kendt som National Capital Territory of Delhi (forkortet NCT). Indiens hovedstad New Delhi ligger centralt i Delhi, og er en ny bydel som blev bygget tidlig i 1900-tallet. Delhis kommunale organisation (Delhi Municipal Corporation) administrerer hele unionsterritoriet bortset fra New Delhi, som er sin egen kommune, og Delhis garnisonsby, som står under militær administration. Ved folketællingen i 2011 havde hovedstadsterritorium Delhi et indbygger på 16.753.235.
Placeringen med Aravallibjergene i sydvest og Yamunafloden i øst har givet byen en strategisk handelsmæssig betydning idet de gamle hovedveje fra Kashmir, Bengalen og Indus-deltaet i det nuværende Pakistan er løbet sammen her. Byens position understreges af at den har været hovedstad i adskillige historiske riger der har eksisteret i regionen. Byen var Indiens hovedstad til Britisk Indien blev grundlagt i 1858.
Stedet har vært beboet igennem flere tusind år. Det ser ud til at den første omtalen af stednavnet Delhi stammer fra det første århundrede f.Kr., da Raja Dhilu byggede en by og opkaldte den efter sig selv.
Old Delhi blev bygget af Shah Jahan og kaldes derfor ofte Shahjahanabad. Old Delhi ligger vest for Det røde fort (Lal Qila). Fortet ligger ved Yamuna og har sit navn efter den røde sandstenen, som har givet byggemateriale til de 16 m høje mure. Det blev bygget 1628-58 af Shah Jahan som kejserslot, og dannet en hel by for sig selv. Sydvest for fortet ligger Jama Masjid (1644–56), som er Indiens største moské. Den blev også grundlagt af Shah Jahan. Gennem århundrederne har området været del af flere riger og imperier der har taget over efter hinanden. I 1857 kom Delhi på britiske hænder og blev indlemmet i Punjab. I 1911 blev byen hovedstad for hele det indobritiske rige og i 1947 blev den hovedstad i den nu uafhængige Indien.

## Seværdigheder i Delhi
- Red Fort
- Jama Mashid
- Jernpillen i Delhi